# Mache-Einheit
Die Mache-Einheit (Einheitenzeichen ME, auch: M.E.) wurde früher in der Bäderheilkunde verwendet zur Angabe der Radon-Konzentration in Quellwässern und Luft. 1985 wurde sie durch das Becquerel/Liter ersetzt und ist seither nicht mehr gebräuchlich. Benannt wurde sie nach dem österreichischen Physiker Heinrich Mache.
1 ME = 3,64 Eman = 3,64×10−10 Ci/l = 13,4545 Bq/l
1 ME × ml = 1 Stat (Einheit)